# Cili svit je inšenpjan (1971.)
Cili svit je inšenpjan je hravtski humoristično-dramski televizijski film iz 1971. godine, redatelja i scenarista Danijela Marušića, koji je nastao prema dvjema humorističnim novelama Marka Uvodića. Premijerno je prikazan u sklopu novogodišnjeg programa 31. prosinca 1971. na Televiziji Zagreb.

## Radnja
Tijekom karnevalskog veselja i šale, dva splitska gospodina postaju zarobljenici svojih vlastitih ambicija. Pjero, dok pokušava pronaći muža za udovicu Ređu, zapetlja se u vlastite spletke. Njegov prijatelj Niko, nastojeći izbjeći situaciju u kojoj bi uz svoju mladu zaručnicu Rinu dobio i njezinu majku za trajno društvo, na kraju sam upada u klopku koju je postavio.

## Glumačka postava
- Mirko Vojković kao Pjero, stari ganc
- Ivica Vidović kao Niko
- Zdravka Krstulović kao Ređa, dvostruka udovica
- Helena Buljan kao Rina
- Ana Reggio kao punica
- Etta Bortolazzi kao Rikica, neudana Pjerova sestra

## Glazba
Tekstove pjesama u filmu napisao je Arsen Dedić, skladao ih je Pero Gotovac. Kanconete su pjevale Ljiljana Budičin-Manestar (pjeva pjesmu "Imaš lipog muža") i Zvonko Špišić.

## Zanimljivost
Ovaj televizijski film je Marušiću koristio kao redateljski uvod za humorističnu seriju Ča smo na ovon svitu... iz 1973. godine.

## Vanjske poveznice
- Cili svit je inšenpjan u internetskoj bazi filmova IMDb-a